# Agathis lenticula
Espèce
Classification phylogénétique
Statut de conservation UICN

 VU B1ab(ii,iii,v)+2ab(ii,iii,v) : Vulnérable
Agathis lenticula est une espèce de conifère de la famille des Araucariaceae. Il est endémique de l'île de Bornéo. Il vit dans les forêts montagneuse entre 1 100 et 1 700 m d'altitude. Il est menacé du fait de la destruction de son habitat.

## Description
Il peut mesurer jusqu'à 45 m de haut. Les cônes mâle sont cylindrique et les cônes femelle sont sphérique.